# Elissa (cantante)
Elissa, in arabo إليسا‎?, pseudonimo di Elissar Zakaria Khoury (in arabo إليسار زكريا خوري‎?; Deir el Ahmar, 27 ottobre 1972), è una cantante libanese.
Molto celebre nel mondo arabo, Elissa ha vinto molti premi e riconoscimenti, fra cui tre World Music Awards.

## Discografia
- Baddy Doub (1999)
- W Akherta Maak (2000)
- Ayshalak (2002)
- Ahla Dounya (2004)
- Bastanak (2006)
- Ayami Beek (2008)
- Tesadaa Bemeen (2009)
- Asaad Wahda (2012)
- Halet Hob (2014)
- Saharna Ya Lail (2016)
- Ila Kol Elli Bihebbouni (2018)
- Sahbet raey  (2020)